# Nowiczicha
Nowiczicha (ros. Новичиха) – wieś (ros. село, trb. sieło) w Rosji, w Kraju Ałtajskim.
Miejscowość położona jest w odległości ok. 251 km od Barnaułu i jest ośrodkiem administracyjnym rejonu nowiczichinskiego.